# Skalňák oranžový
Skalňák oranžový (Rupicola rupicola) je jeden ze dvou druhů skalňáků (Rupicola) z čeledi kotingovitých (Cotingidae). Jediným dalším zástupcem rodu je skalňák andský. Jedná se o průměrně 30 cm velké jihoamerické pěvce obývající tropické deštné lesy. Jak skalňák andský, tak skalňák oranžový, jsou druhy známé výraznou oranžovou barvou a chocholkou ve tvaru půlměsíce, která při rozvinutí dosahuje až k zobáku. Nicméně, tak vypadají pouze samci: samičky mají jednolitou nahnědlou barvu a ani jejich hřebínek není tak výrazný, jako u jejich protějšků. Podle knihy Davida Burnieho se jedná o jeden z nejkrásnějších druhů ptáků. Živí se především ovocem, ale také malými ještěrkami a hady. Hlavními predátory druhu jsou harpyje pralesní (Harpia harpyja) a orel černobílý (Spizastur melanoleucus).
Druh poprvé popsal švédský přírodovědec Carl Linné roku 1766 jako typový druh rodu Rupicola. Odborný název pochází z latinského slova Rupes, které označuje skálu nebo útes, a cola, což znamená obývající. Původ slova se pravděpodobně váže ke zvyku skalňáků oranžových, pro které je, krom vzhledu, typické i to, že hnízdí na útesech.

## Popis

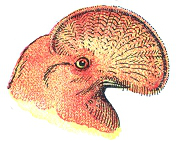
Hlava skalňáka oranžového z profilu

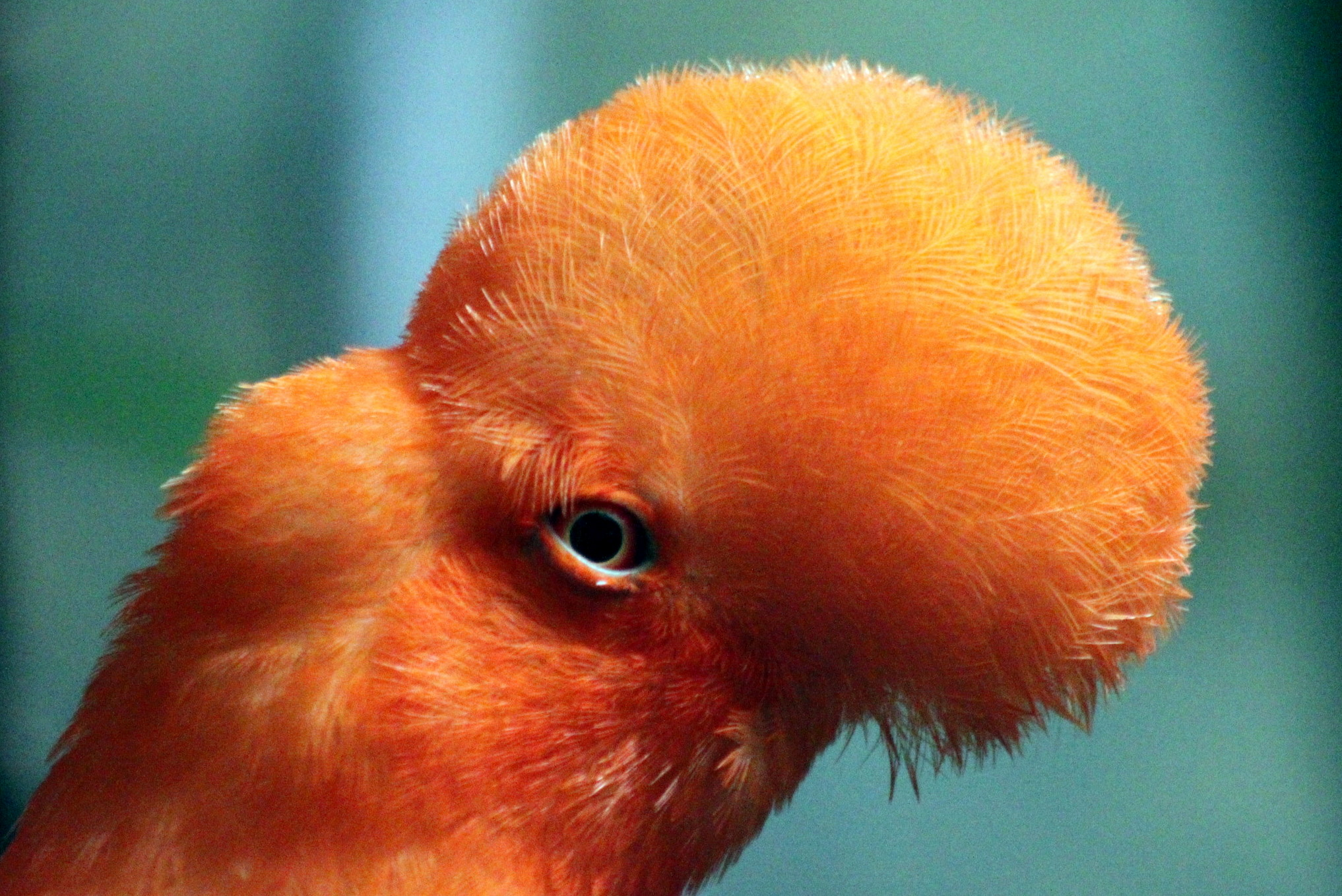
Detail chocholky samce

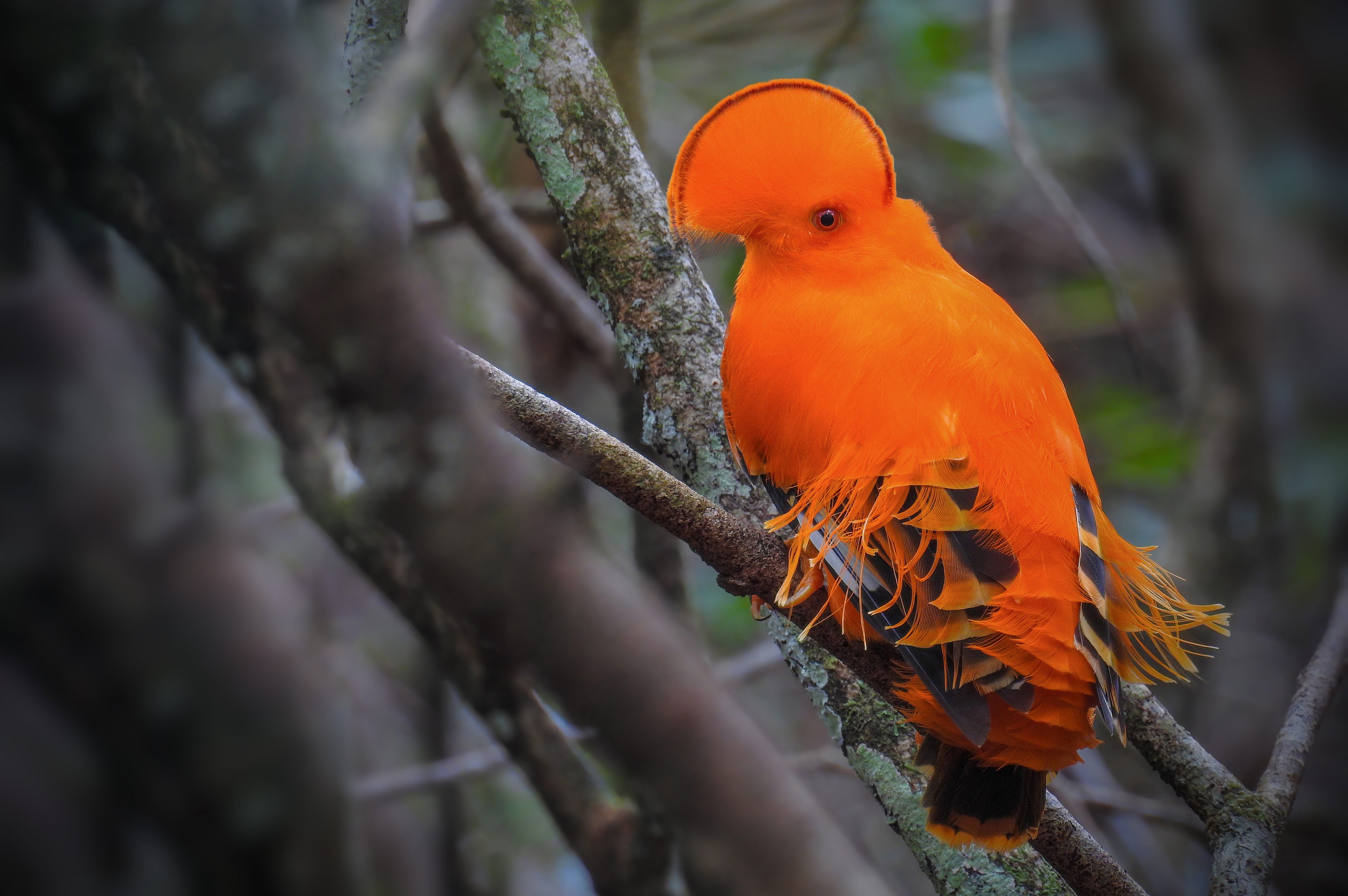
Samec

Skalňáci oranžoví jsou ptáci se silnou a mohutnou postavou a výrazným hřebínkem ve tvaru půlměsíce. Jejich tělo je průměrně 30 cm dlouhé a hmotnost se pohybuje mezi 200 až 220 g. Pohlavní dimorfismus je velmi výrazný. Samečci mají černá ocasní pera s oranžovými špičkami, oranžovo-bílá křídla a zářivě oranžové zobáky. Duhovka je u okrajů oranžová a směrem k zornici odstín žloutne. Jak samičky, tak samečci, mají oranžové nohy i kůži. Samičky mají oproti svým partnerům nevýrazné hnědé až šedé zbarvení, žlutý zobák s černou špičkou a menší hřebínek. Jejich duhovka je žlutá. Mladí samečci do jednoho roku vypadají podobně jako dospělé samičky ale po celém těle mají žluté a oranžové skvrny. Ve věku dvou let skvrny zmizí a nahradí je jednolitá oranžová barva jaká je k vidění u dospělých samců. Mohou se stále ještě vyskytovat hnědé a žluté oblasti. Zcela dospělí se samečci stanou asi ve třech letech. Mladé samičky vypadají stejně jako dospělé.
Jak skalňáci oranžoví, tak skalňáci andští vznikli alopatrickou speciací, tedy extrémní geografickou izolací. Tyto dva druhy jsou odlišné především tím, že skalňáci andští mají peří spíše do červena až do černa. Také samice skalňáků andských jsou jednoduše hnědé a nemají šedavý odstín jako samice skalňáků oranžových.

## Výskyt
Skalňáci oranžoví obývají především Guyanskou vysočinu, ale také Francouzskou Guyanu, Surinam, jižní Venezuelu, Guyanu, východní Kolumbii a severní Brazílii. Vyhledávají vlhké husté lesy se skalami nebo útesy, kde mohou zahnízdit. Žijí v nadmořských výškách od  300 do 2000 m.
Samci si značí své teritorium a jsou silně dominantní. Pro značení území mají zvláštní rituál, při kterém sbírají větvičky, listy a další nečistoty ze země. I tento rituál má později vliv na výběr partnera.

## Chování
Strava dospělých skalňáků oranžových se skládá z ovoce, bylo zaznamenáváno až 65 druhů ovoce především z lián. Přibližně tři čtvrtiny kusů ovoce jsou buďto černé nebo červené. Oblíbeným druhem ovoce je například papája. Mimo to se ale skalňáci živí i ještěrkami, hmyzem, žábami nebo hady.
Námluvy a páření u tohoto druhu probíhají většinou na začátku roku a v průběhu března pak samičky nakladou jedno až dvě vajíčka. Samci a samice přicházejí do kontaktu jen v této době, kdy samci soupeří o samice. Samci ale běžně žijí ve skupinách o šesti a méně jedincích a v době toku se scházejí na stálých tokaništích. Pokud samec samici zaujme, ona k němu přijde a krátce nato následuje páření. V době toku mění oko skalňáků kruhový tvar na eliptický. Na rozdíl od jiných druhů z čeledi kotingovitých, skalňáci si nedělají hnízda v korunách stromů, ale na útesech a skalách. To je tvořeno bahnem a dalším rostlinným materiálem (větvičky a další). Hnízdo staví pouze samice, samec se nepodílí. Toto hnízdo většinou vydrží i dvě sezóny, proto při začátku dalšího hnízdění samice jen hnízdo opraví a zpevní.
Přirozenými predátory skalňáků jsou především harpyje pralesní a orli černobílí, ale také orel černý (Spizaetus tyrannus) a sokolovec tmavohřbetý (Micrastur mirandollei). Též kočkovité šelmy jako jsou pumy a oceloti jsou častými predátory. Nicméně, samci, pokud žijí ve skupině, se naučili včas vyslat signál ostatním.

## Populace
Populace skalňáků oranžových je stabilní a její rozsah je velký. I proto druhu dle IUCN přísluší status málo dotčený (LC). V zajetí se jedná o vzácného ptáka a je známo jen pár podařených odchovů. První úspěšný odchov se povedl v roce 2008 v akváriu a zoo v Dallasu.